# Wołów
Wołów (łac. Wolavia, niem. Wohlau, cz. Volov) – miasto w południowo-zachodniej Polsce, w województwie dolnośląskim, siedziba powiatu wołowskiego oraz gminy miejsko-wiejskiej Wołów, leżące na Wale Trzebnickim, na Dolnym Śląsku.
W krajobrazie dominują pola uprawne, łąki i lasy. Na północny zachód od miasta rozciąga się Park Krajobrazowy Doliny Jezierzycy (7953 ha), do której wpływa rzeczka Juszka oddzielająca Wołów od Krzywego Wołowa. W obrębie PK Doliny Jezierzycy znajduje się ścisły rezerwat przyrody Uroczysko Wrzosy (576 ha).
Według danych GUS z 1 stycznia 2023 r. miasto liczyło 12 054 mieszkańców (345. miejsce w kraju). Jego powierzchnia wynosi 18,54 km² (325. miejsce w kraju), a gęstość zaludnienia 650,2 osób/km². Obecnie jest jednym z miast aglomeracji wrocławskiej.

## Toponimia

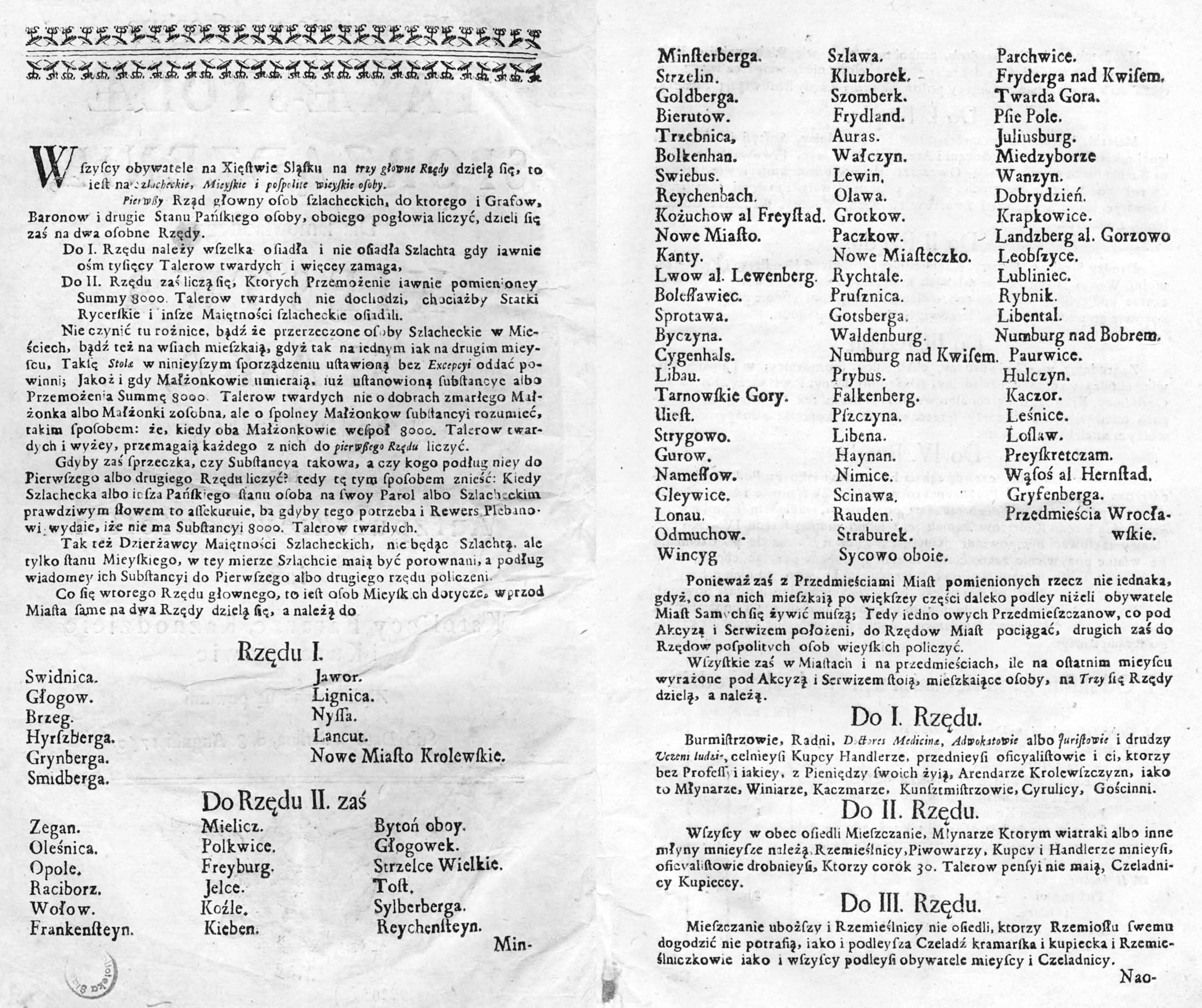
Nazwa Wolow wśród innych nazw śląskich miejscowości w urzędowym pruskim dokumencie z 1750 roku wydanym w języku polskim w Berlinie.

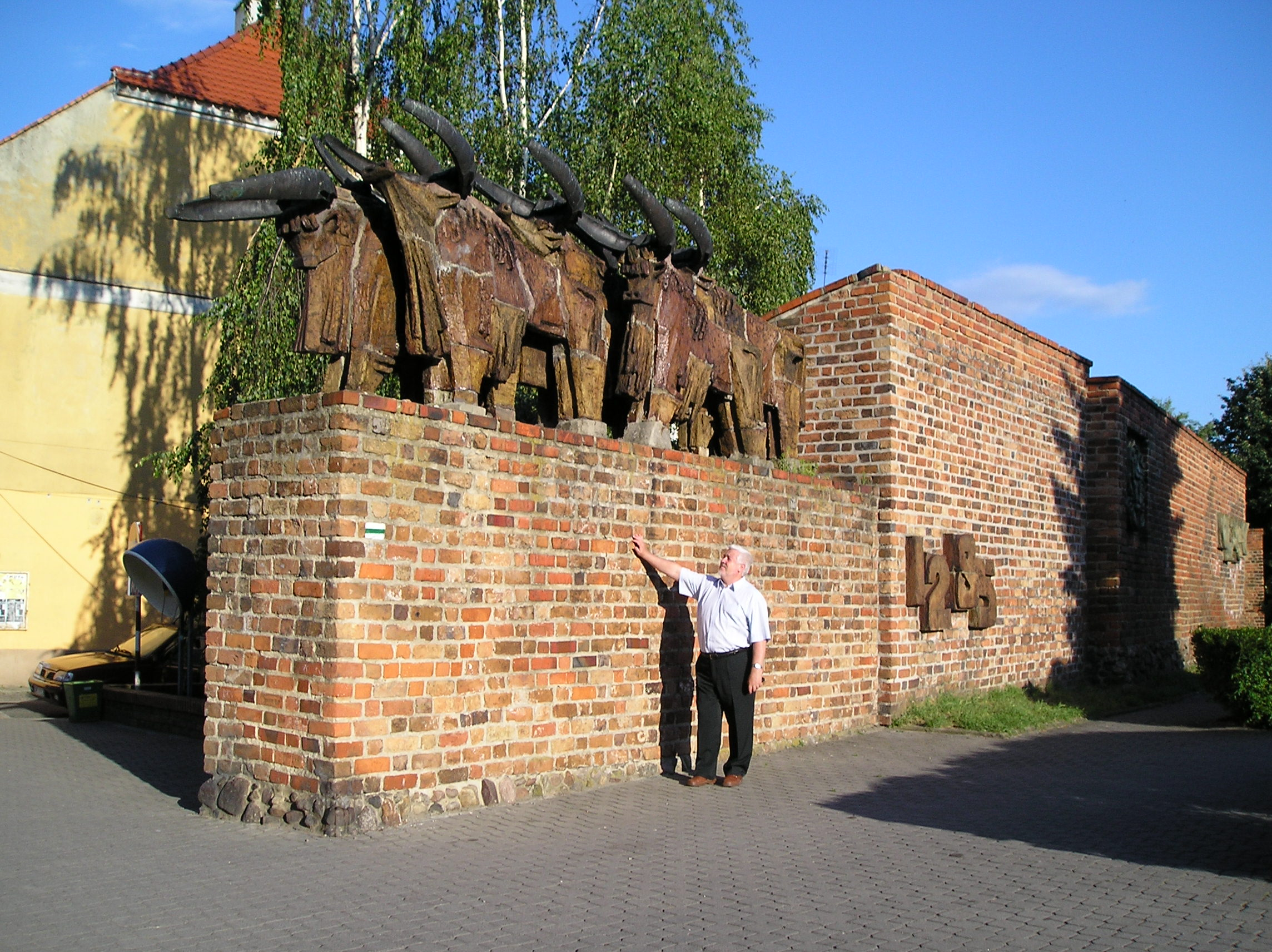
Wizytówka Wołowa – stylizowane woły na tle murów obronnych

Nazwa miasta wywodzi się od polskiej nazwy „Wół” i wiązana jest z miejscem wołów – „miasto z wołami”. Heinrich Adamy wywodził nazwę bezpośrednio od polskiej nazwy – „von wol = Ochs”. W swoim dziele o nazwach miejscowości na Śląsku wydanym w 1888 roku we Wrocławiu wymienia dwie nazwy miasta zanotowane w dokumentach z 1202 roku Wola oraz Wolaw podając ich znaczenie Ochsenmarktstadt – „miasto targów wołami”. Znaczenie nazwy uwidocznione zostało również w herbie miasta.
Miejscowość wymieniona została w staropolskich, zlatynizowanych formach Wolovo oraz Wolowo w łacińskim dokumencie wydanym w 1202 roku wydanym we Wrocławiu przez kancelarię biskupa wrocławskiego Cypriana. W kronice łacińskiej Liber fundationis episcopatus Vratislaviensis (pol. Księga uposażeń biskupstwa wrocławskiego) spisanej za czasów biskupa Henryka z Wierzbna w latach 1295–1305 miejscowość wymieniona jest w zlatynizowanej formie Wolow. W 1475 roku w Statuta Synodalia Episcoporum Wratislaviensium miejscowość wymieniona jest jako Wolauia. W roku 1613 śląski regionalista i historyk Mikołaj Henel z Prudnika wymienił miejscowość w swoim dziele o geografii Śląska pt. Silesiographia podając jej łacińską nazwę: Wolavia.
W 1645 roku miasto nosiło również nazwę Wolaw, zgermanizowaną nazwę Wohlau. Jeszcze w 1750 roku nazwa „Wolow” wymieniona jest w języku polskim przez Fryderyka II pośród innych miast śląskich w zarządzeniu urzędowym wydanym dla mieszkańców Śląska.
W alfabetycznym spisie miejscowości na terenie Śląska wydanym w 1830 roku we Wrocławiu przez Johanna Knie miasto występuje pod niemiecką nazwą – Wohlau oraz Wolaw, Wolav, Wolov i Wola. Polską nazwę Wołów w książce Krótki rys jeografii Szląska dla nauki początkowej wydanej w Głogówku w 1847 wymienił śląski pisarz Józef Lompa. Słownik geograficzny Królestwa Polskiego wydany w latach 1880–1906 notuje nazwę miasta pod polską nazwą Wołów oraz niemiecką Wohlau. Słownik podaje również starsze wersje wynotowane z łacińskich dokumentów jak Wolaw oraz Wolau.
Obecna nazwa została administracyjnie zatwierdzona 7 maja 1946 roku.

## Położenie
Położone na wysokości 108 m n.p.m. na południowo-zachodnich stokach Wzgórz Trzebnickich (zw. potocznie Kocimi Górami, z niemieckiego: Katzengebirge), stanowiącymi środkową część Wału Trzebnickiego, łagodnie opadającymi na południe i zachód w pradolinę Odry, a na północy w pradolinę Baryczy.
Według danych z 1 stycznia 2010 r. powierzchnia miasta wynosiła 18,54 km².
Od 1945 miasto należy do województwa z siedzibą we Wrocławiu (z wyjątkiem krótkiego okresu przejściowego w 1945, kiedy siedziba znajdowała się w Trzebnicy, a potem w Lignicy, obecnie Legnica), które wielokrotnie zmieniało granice i nazwę na skutek reform podziału administracyjnego kraju (1946, 1950, 1957, 1975, 1998).

## Zabytki

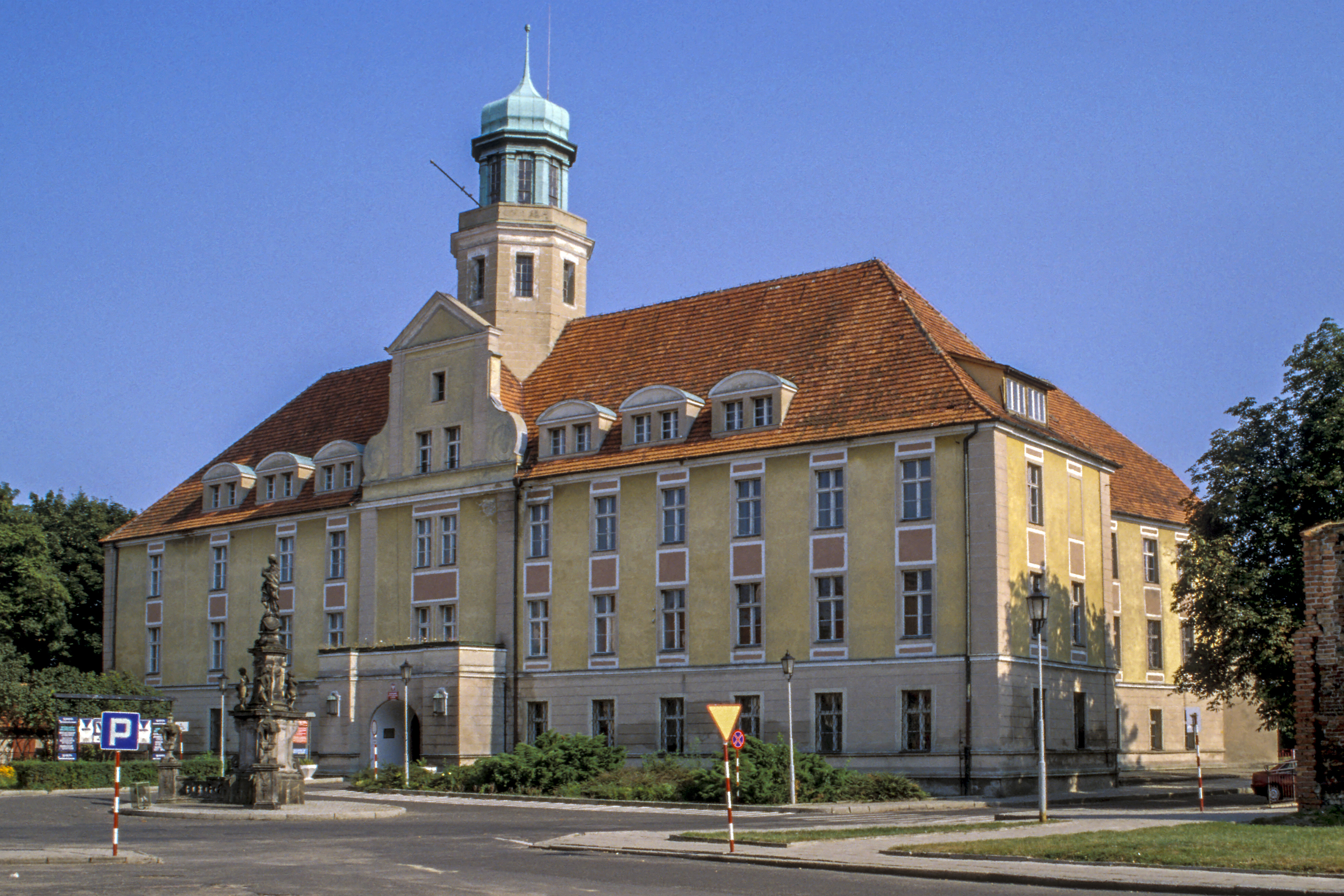
Zamek piastowski

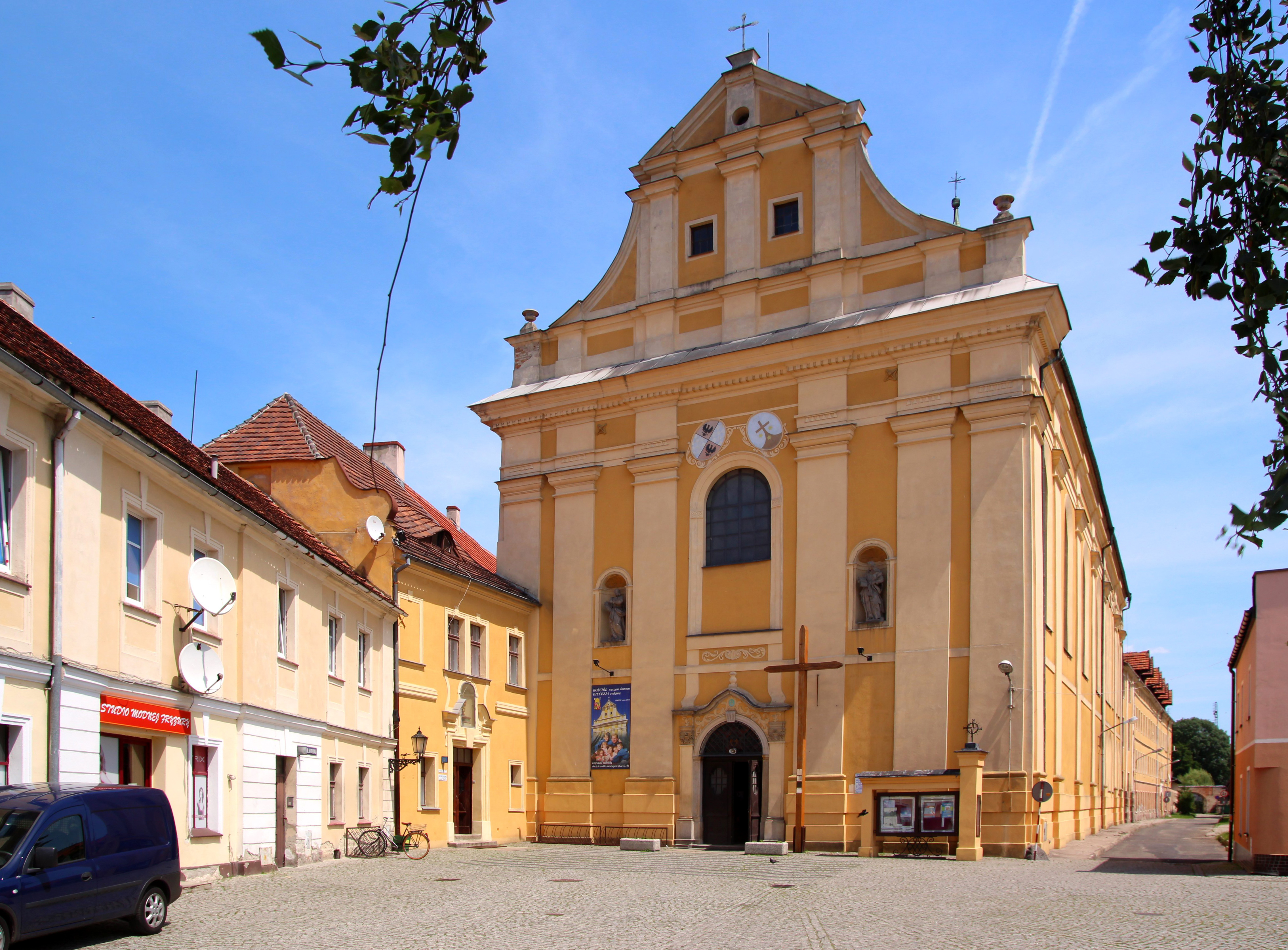
Kościół św. Karola Boromeusza

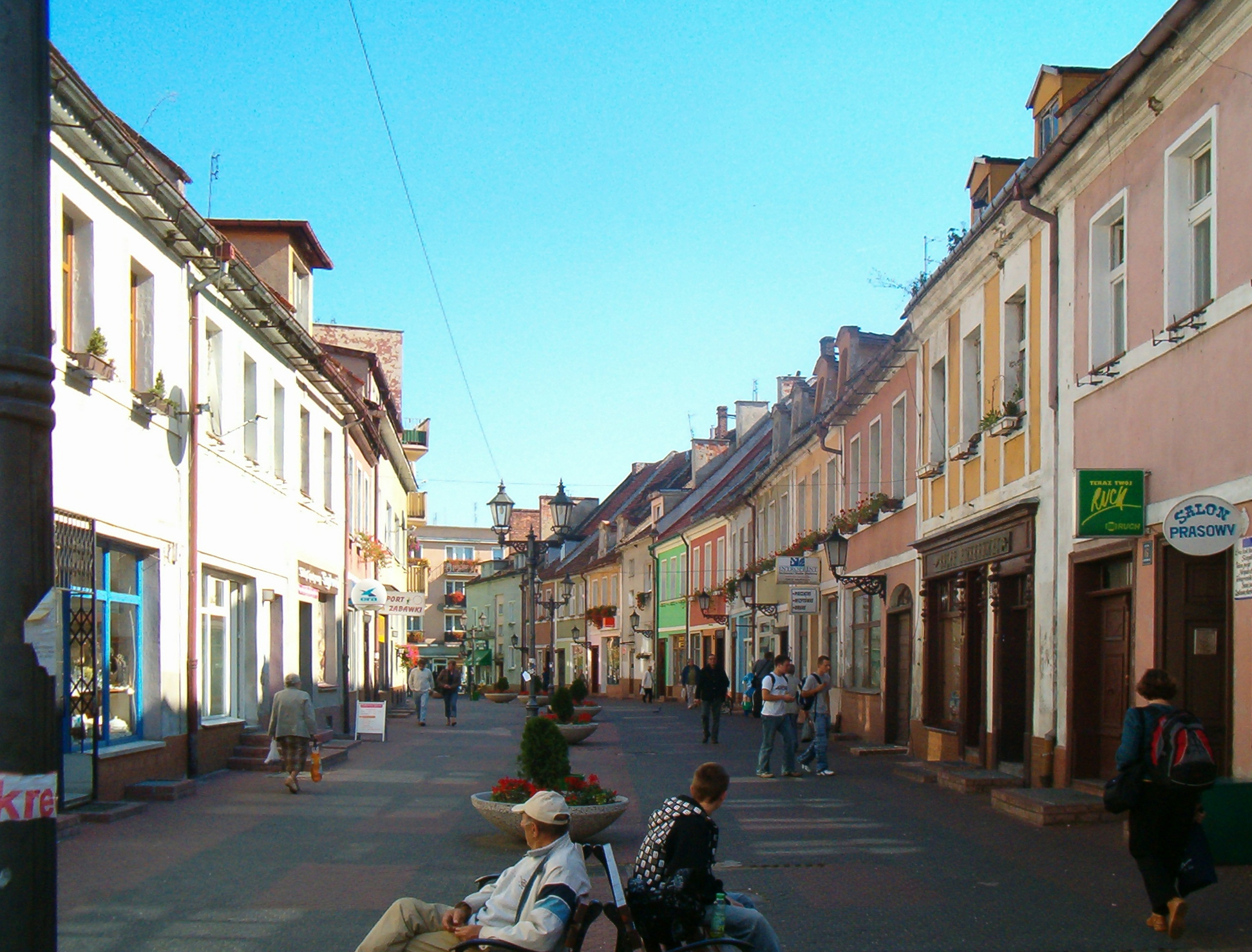
Starówka

Do wojewódzkiego rejestru zabytków wpisane są:
- ośrodek historyczny miasta
- zespół klasztorny karmelitów, z lat 1712–1724:
  - kościół obecnie parafialny pw. św. Karola Boromeusza, barokowy z lat 1712–1724
  - klasztor – budynek poklasztorny, obecnie plebania
- kościół św. Wawrzyńca gotycki z XV w., przebudowany w latach 1701–1711, wystrój wnętrza barokowy, renesansowe i barokowe epitafia mieszczan wołowskich, pierwotnie katolicki, od połowy XVI w. do 1973 r. protestancki, od 1998 r. kościół parafialny parafii rzymskokatolickiej pw. św. Wawrzyńca. We wnętrzu unikatowe barokowe organy Adama Horatia Caspariniego z 1716 r. Od 2001 r. miejsce Międzynarodowego Festiwalu Muzyki Organowej
- klasztor benedyktynek, ul. Poznańska 13
- figura Matki Boskiej – kolumna maryjna w otoczeniu Aniołów, pl. Zamkowy, z 1733 r., przed zamkiem
- cmentarz katolicki, nieczynny, z połowy XVII w., ul. Piłsudskiego, d. Fornalskiej
- kaplica pw. Świętego Krzyża, z 1676 r., XIX/XX w. – spłonęła 17 lutego 2025[17][18]
- zamek piastowski z pierwszej połowy XIV w., wielokrotnie przebudowywany w: 1578 r., XIX w., obecny kształt nadano mu w latach 1923–1928 – XX w. Na pierwszym piętrze gotycki kamienny portal
- mury miejskie, z XIV–XV w., fragmenty średniowiecznych murów obronnych wraz z pomnikiem „wołowskich byków”
- ratusz, z drugiej poł. XV w., w XVI w. rozbudowany o izbę celną i dom wagi, wielokrotnie przebudowywany w: XVII/XVIII w. w stylu barokowym, w l. 1820–1840 restaurowany, w latach 1918–1922 rozbudowano część północną, odbudowany po zniszczeniach w latach 1958–1962[19]. Na południowej ścianie kamienne średniowieczne znaki cechowe
- pałac, pl. Piłsudskiego 23, z drugiej połowy XVIII w., przebudowany w końcu XIX w.
- dom, obecnie sąd, Rynek 26, z końca XVII w., przebudowany w początkach XX w.

Wołów – Gancarz (Gąsior)
- cmentarz, zamknięty, z 1919 r.
  - budynek bramny z fragmentami ogrodzenia, z 1919 r.

inne zabytki:
- budynek wagi. obok ratusz, zrekonstruowany
- więzienie wybudowane w latach 1891–1893 w tzw. systemie pensylwańskim (na planie krzyża) na miejscu starszego i małego więzienia pomocniczego. Od końca 1944 r. Niemcy przetrzymywali i mordowali w nim jeńców z powstania warszawskiego; od stycznia 1945 r. do początku 1949 r. w rękach radzieckiego NKWD, które więziło tu i także mordowało głównie byłych żołnierzy armii Własowa. W drugiej połowie 1949 r. przejęte przez władze PRL, które w latach 50. oraz 80. XX w. przetrzymywały w nim więźniów politycznych. Prawdopodobnie to więzienie (Zakład Karny Wołów) wspomina Marek Hłasko w opowiadaniu Sowa, córka piekarza z 1968 r.
- zespół opactwa oo. cystersów z budynkami poklasztornymi w Lubiążu, znajduje się na terenie gminy Wołów

Wybrane obiekty
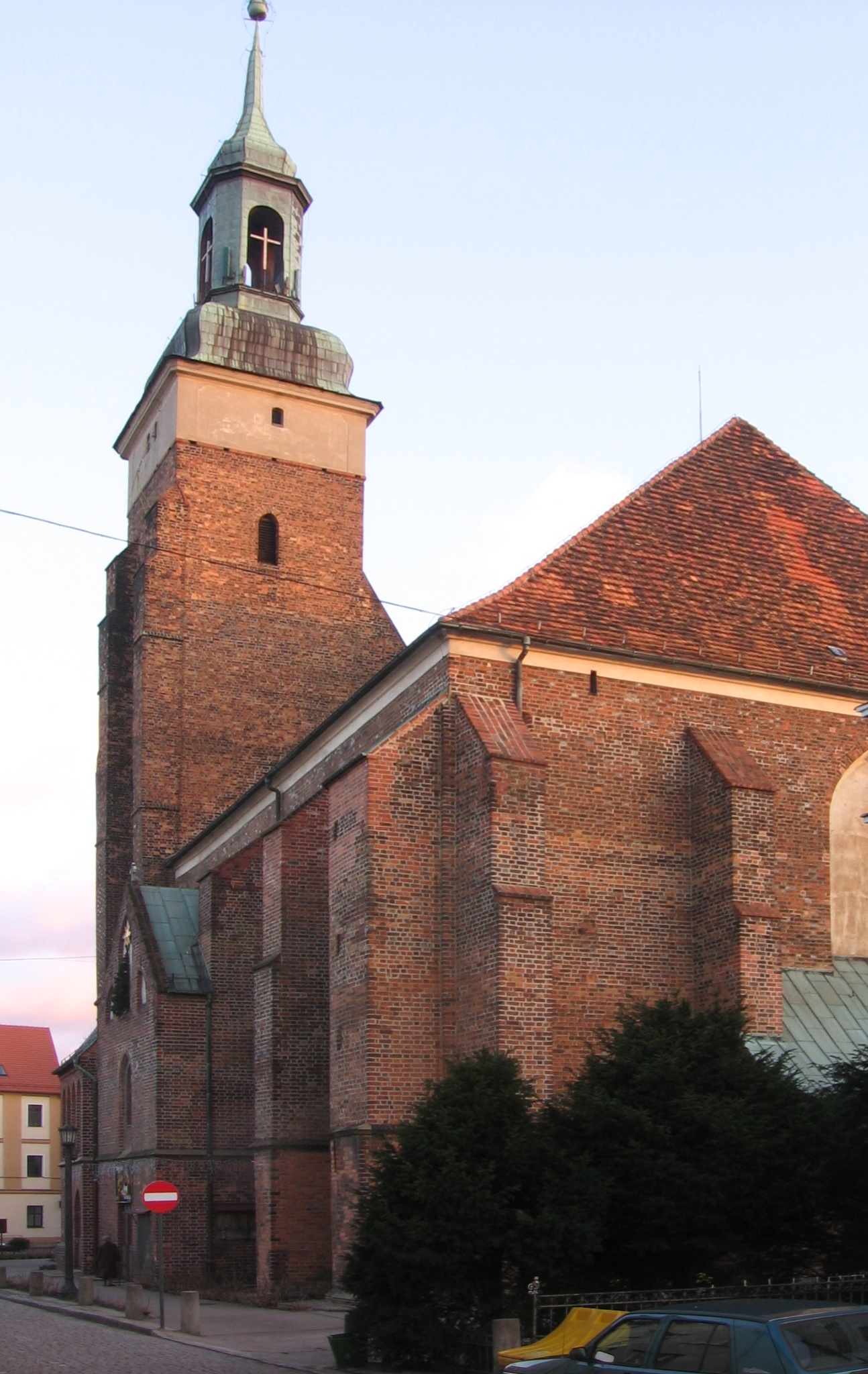
Kościół św. Wawrzyńca
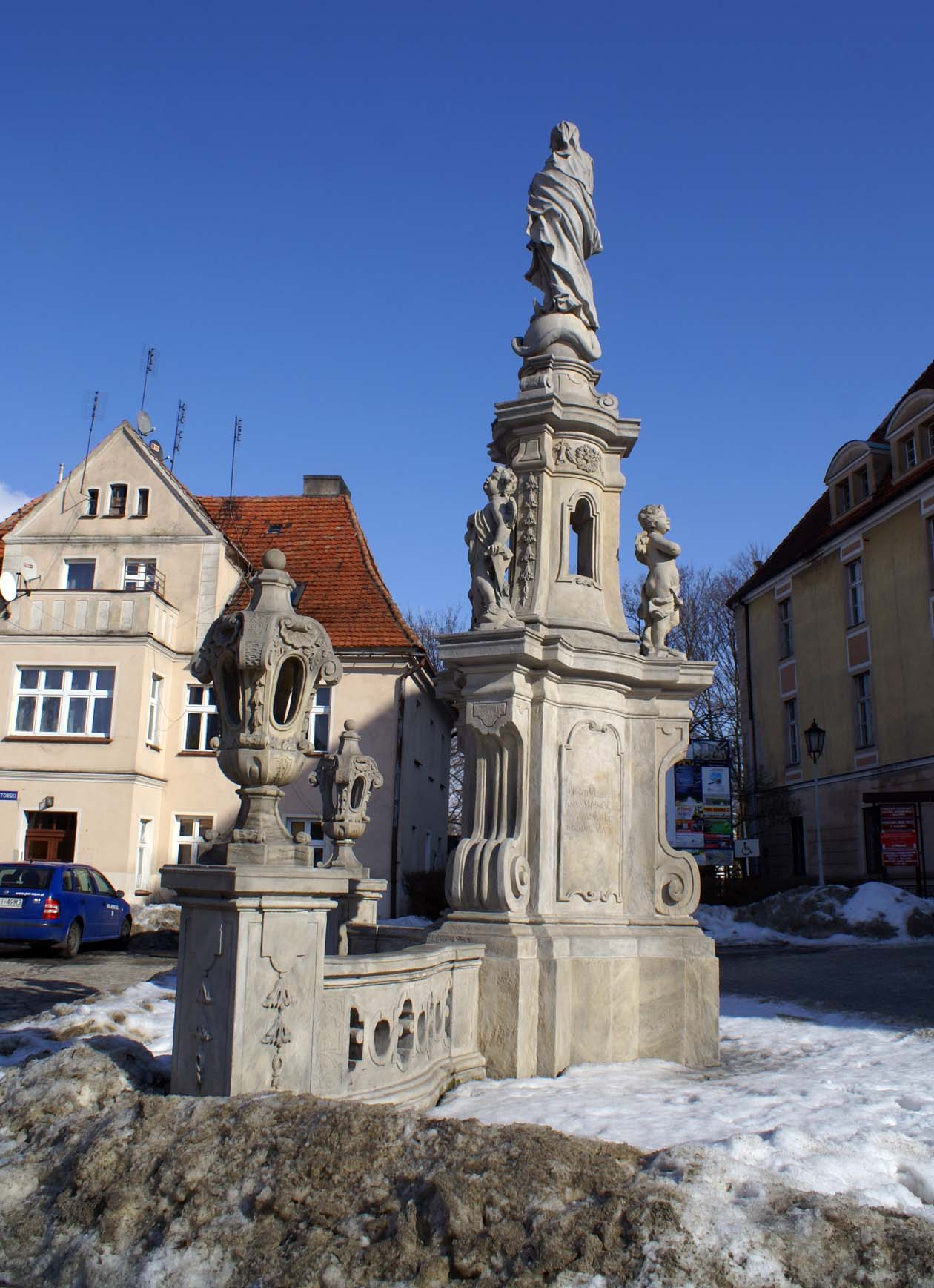
Figura Matki Boskiej
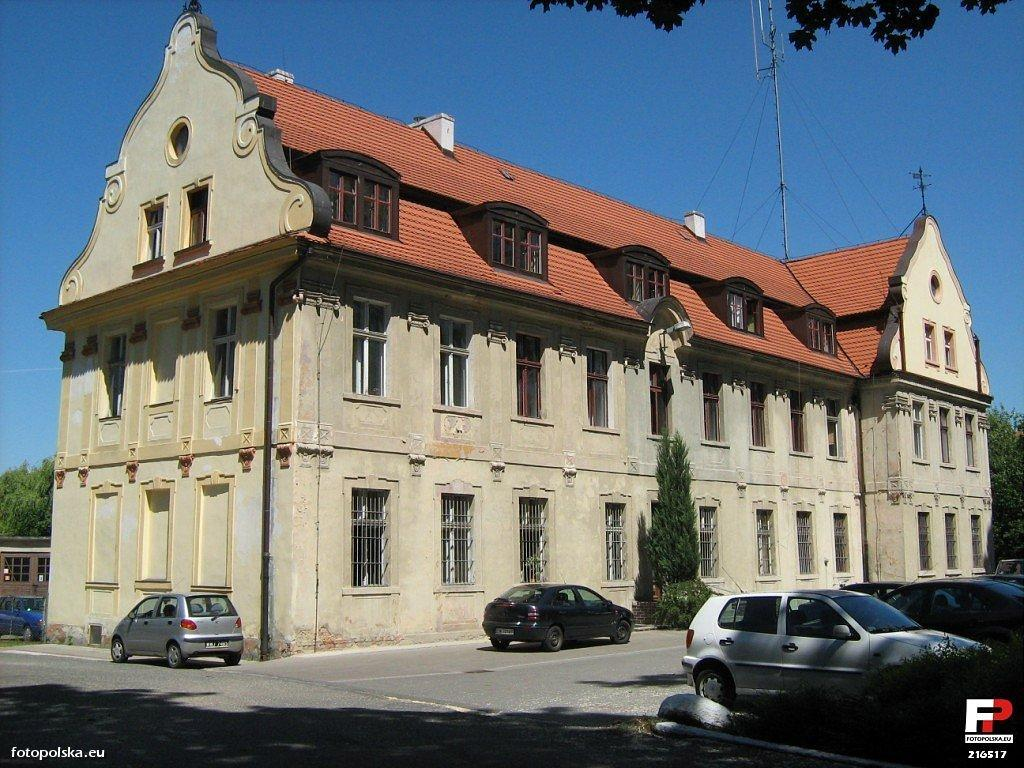
Pałac
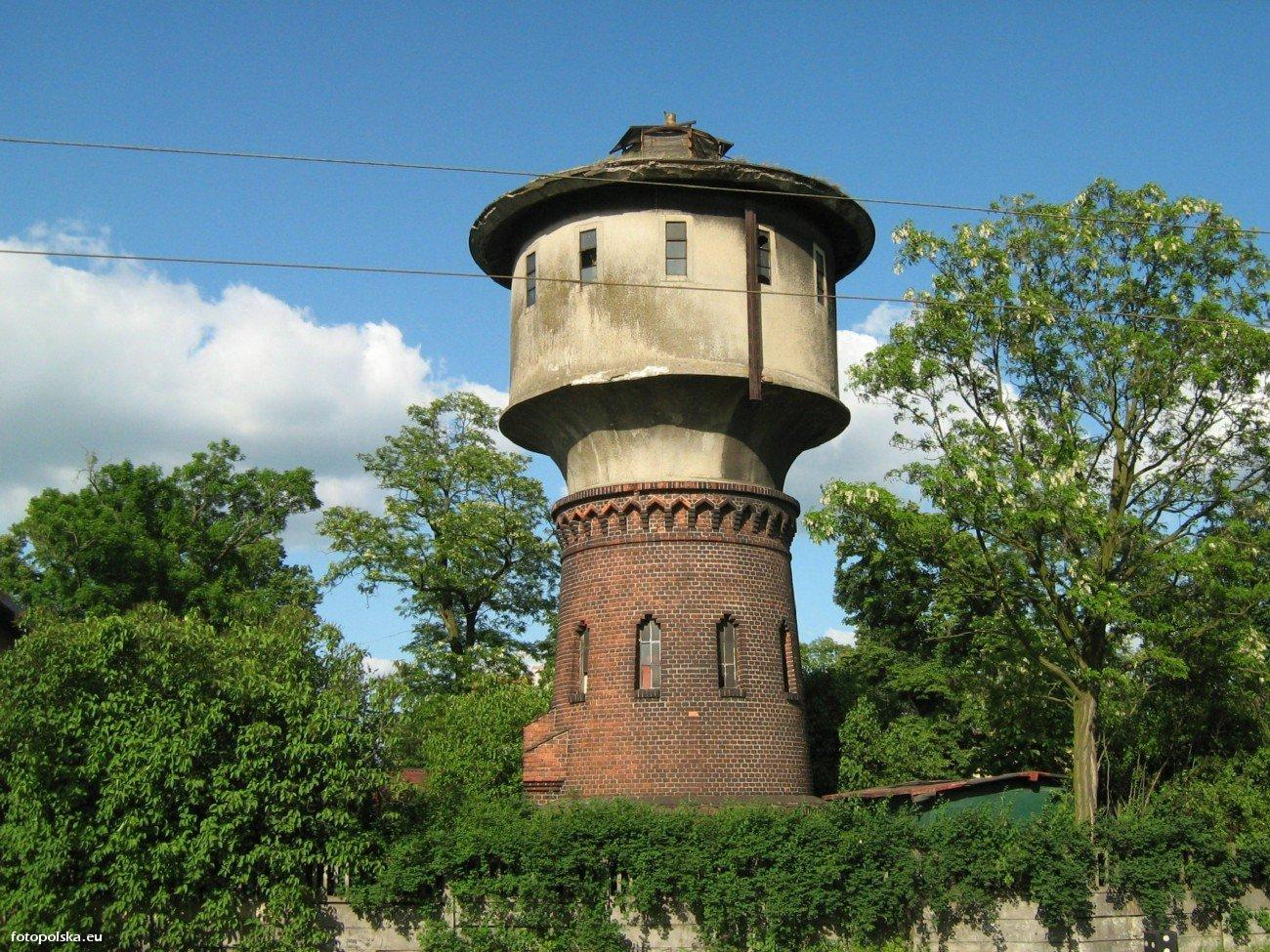
Kolejowa wieża ciśnień
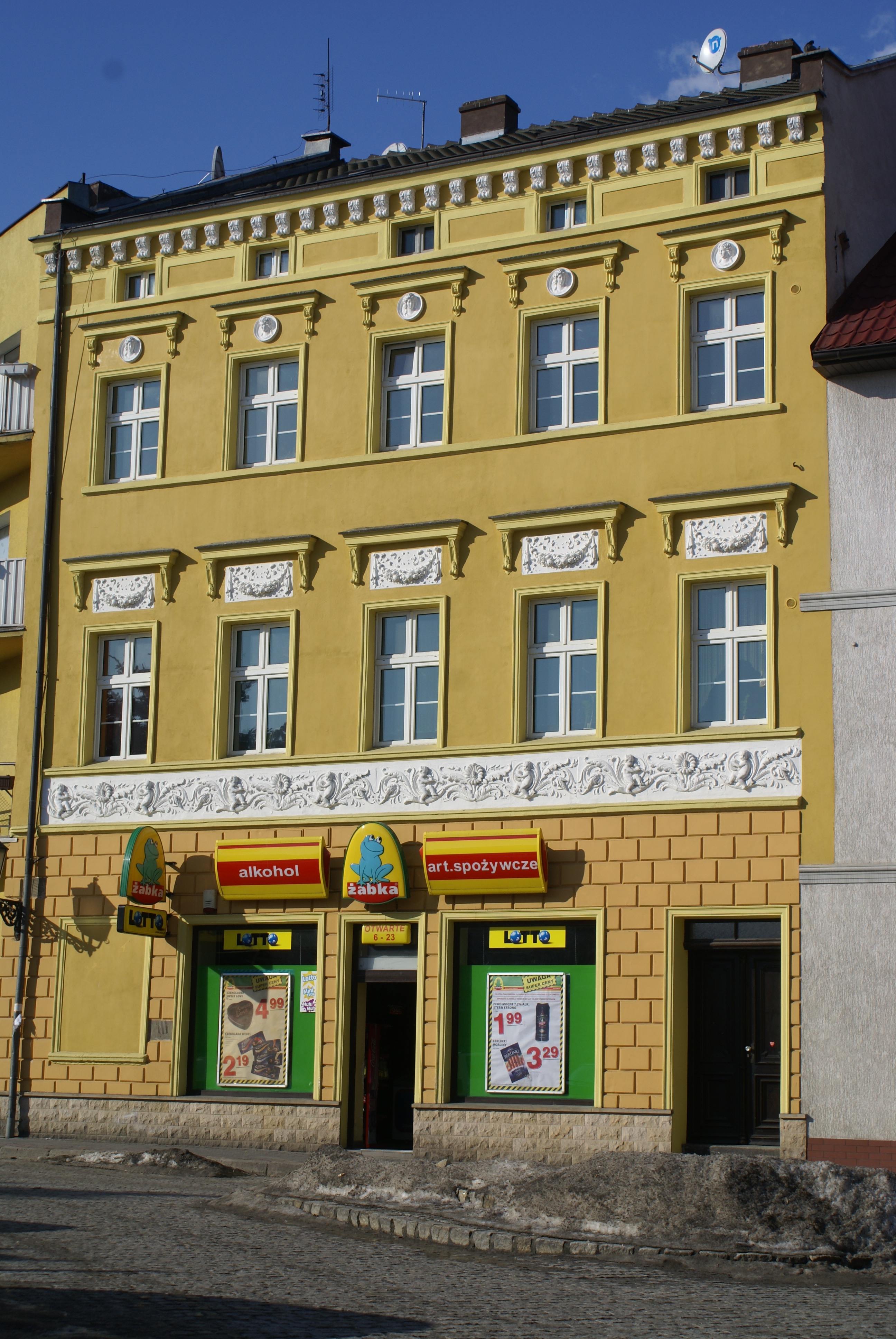
Kamieniczka
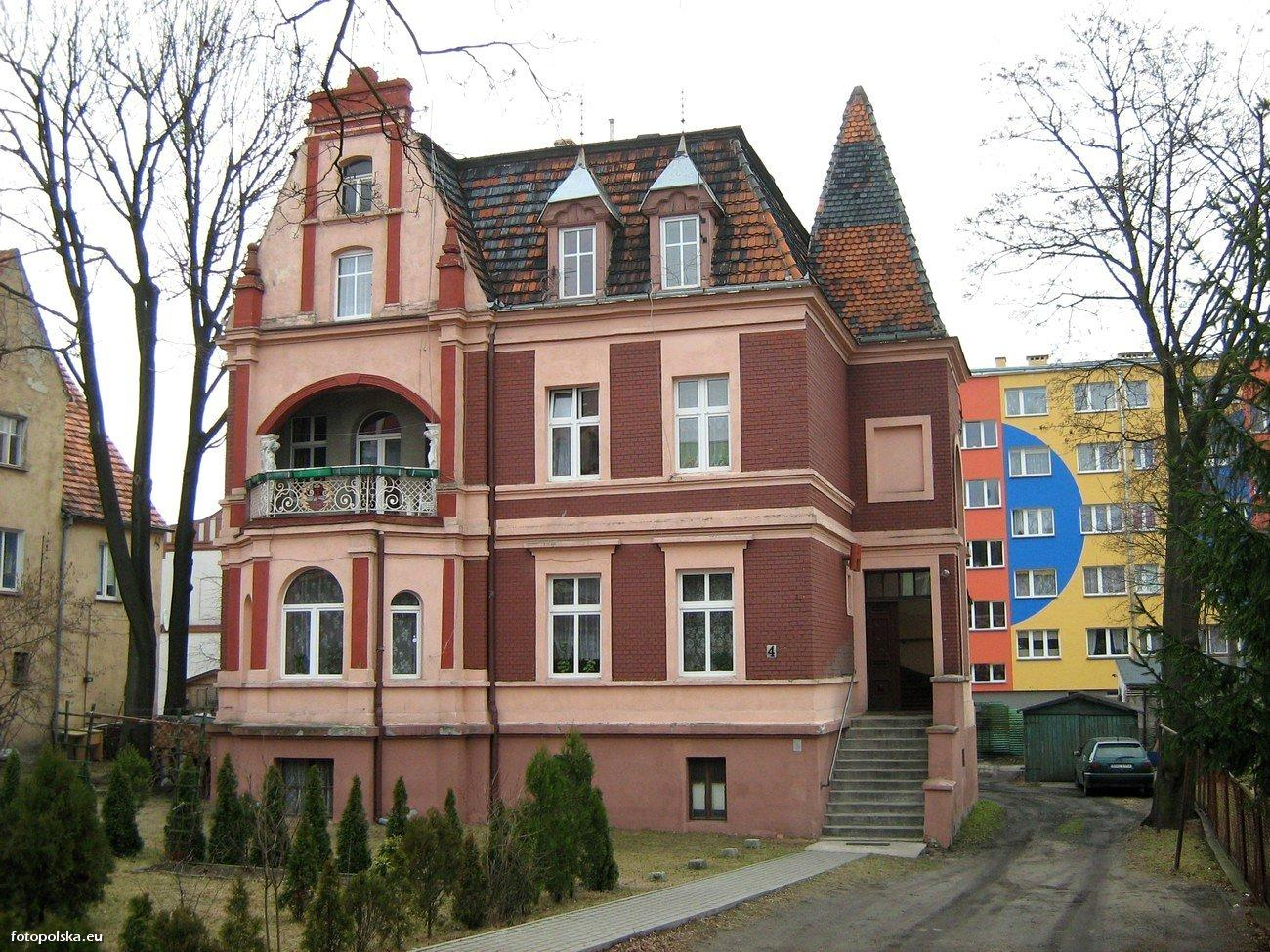
Willa

## Historia

### Okres przedpiastowski

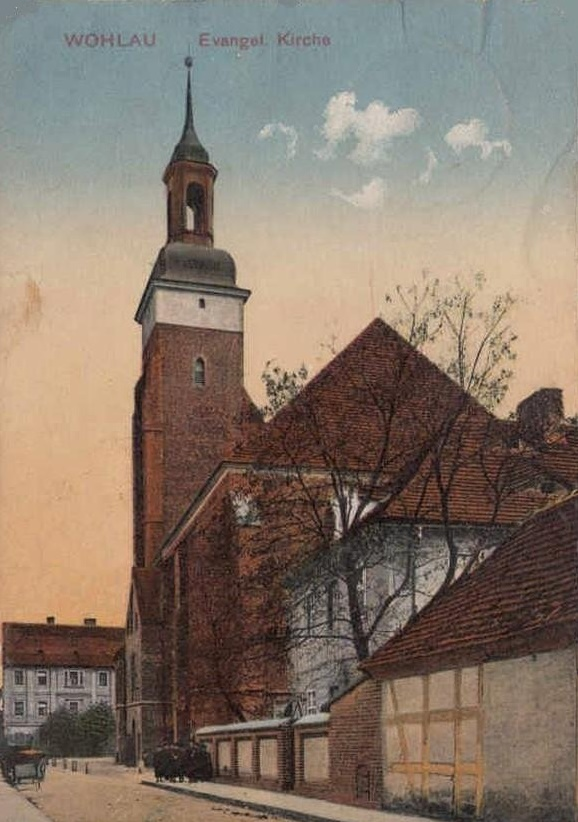
Kościół św. Wawrzyńca sięga historią czasów piastowskich (zdjęcie z XX w.)

Ziemia wołowska dzieliła historię rejonu Dolnego Śląska, który w VII w. został zasiedlony przez lechickie plemiona słowiańskie (m.in. Trzebowian). Potem znalazł się w obrębie państwa Wielkich Moraw (IX–X w.), a ok. 990 został włączony do państwa Mieszka I.

### W Polsce piastowskiej
Wołów to jedno z najstarszych miast śląskich, wspomniane w 1157, kiedy Władysław II Wygnaniec nakazał budowę zamku drewnianego (na palach) na bagnistych terenach nad rzeką Juszką; obok zamku rozwinęła się osada. Miasto otrzymało prawa miejskie ok. 1285, prawdopodobnie było lokowane przez jednego z Piastów głogowskich – Przemka ścinawskiego (najstarsza zachowana pieczęć z herbem miasta pochodzi z 1473), potem nastąpił napływ osadników niemieckich, przedmieścia – gdzie obecnie jest zlokalizowane więzienie – długo zamieszkane były głównie przez ludność polską. Polskie nazwiska występowały tam jeszcze w końcu XIX w., a nazwa tych przedmieść Polska Wieś (Polnischdorf) przetrwała aż do lat 30. XX w. Pod koniec XIII w. miasto i okolice zostały zniszczone przez jedno z najsilniejszych na obecnych ziemiach polskich trzęsień ziemi. Na miejscu drewnianego zamku w połowie XIV w. książę oleśnicki Konrad I wzniósł murowany zamek z cegły.

### W Królestwie Czech
W 1392 Wołów przyłączono do luksemburskiego Królestwa Czech. Miejsce sądów nadwornych (Hofgericht). W XIV i XV w. uformowały się władze miejskie (rada i burmistrz). Miasto było lokalnym ośrodkiem władzy z własną mennicą do 1492, kiedy stało się własnością króla czeskiego Władysława II Jagiellończyka (1456–1516).

### W państwie Habsburgów

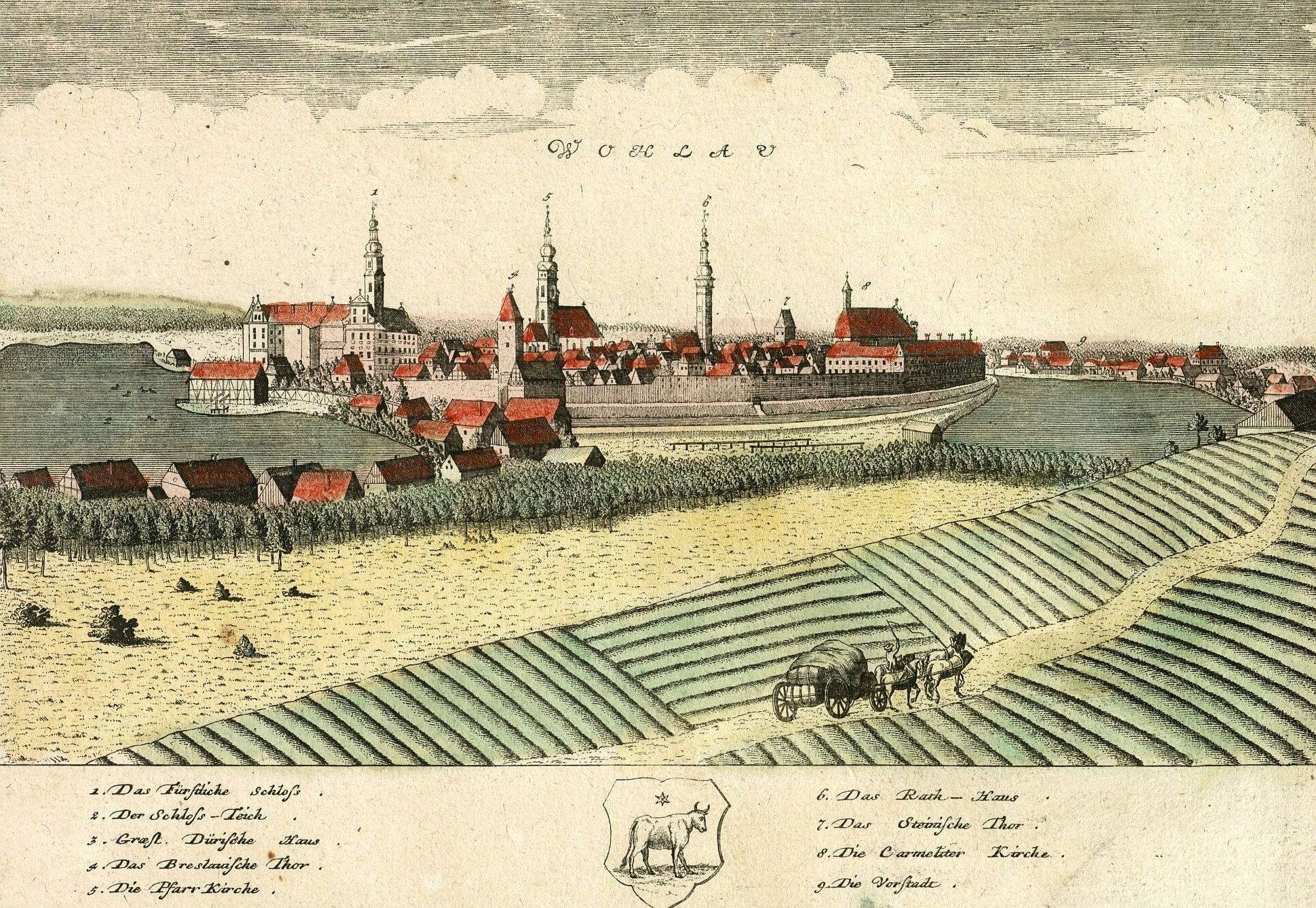
Panorama miasta z lat 30. XVIII wieku

W 1526 wraz z Czechami Wołów wchodzi w skład państwa austriackich Habsburgów. W XVI w. wołowski zamek jest rozbudowany. Miasto nawiedzały zarazy, z których najstraszniejszą była epidemia dżumy z 1585. Przy życiu pozostało tylko 375 mieszkańców miasta i przedmieść. W XVI–XVII w. Wołów to znany ośrodek sukiennictwa i handlu, większość mieszkańców staje się ewangelikami. Wojna trzydziestoletnia zrujnowała miasto i region (ludność miasta zmalała o połowę). Od 1523 miasto było własnością Piastów legnicko-brzeskich, od 1653 do 1675 stolicą samodzielnego księstwa. Od 1675 po śmierci ostatniego śląskiego Piasta, księcia brzesko-legnicko-wołowskiego Jerzego IV Wilhelma, księstwo wołowskie znalazło się pod bezpośrednim zwierzchnictwem Habsburgów. 12 maja 1689 ogromny pożar zniszczył większość zabudowań, w tym ratusz, kościół i szkołę. W latach 1705–1711 cesarz Józef I Habsburg, zwolennik merkantylizmu, uwolnił chłopów od pańszczyzny w księstwie legnicko-brzesko-wołowskim, mimo sprzeciwu miejscowej arystokracji. Skutkiem było zwiększenie produkcji rolnej i zamożności miasta. Jednak wkrótce Józef I spowodował zapaść ekonomiczną, zmuszając ewangelickich chłopów do emigracji do Transylwanii i wyludniając w ten sposób okolice Wołowa. Józef I nie mógł jednak zmusić ewangelickich mieszczan wołowskich do zmiany wyznania na katolickie, ponieważ wolność wyznania gwarantował im pokój westfalski. Okres kontrreformacji zaznaczył się w Wołowie budową klasztoru i kościoła karmelitów (obecnie św. Karola Boromeusza).

### W Królestwie Prus i w Niemczech

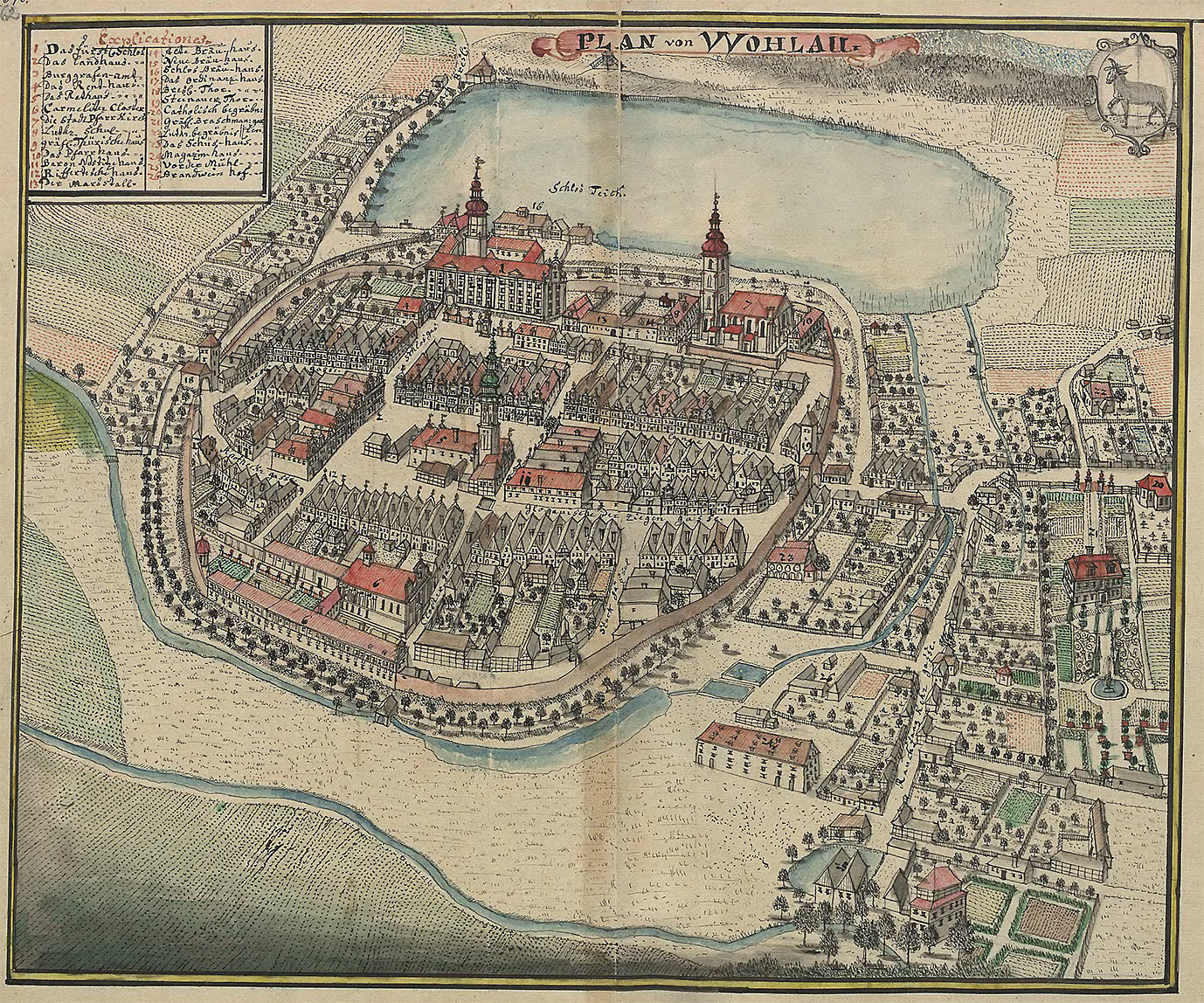
Wołów w XVIII w. (Friedrich Bernhard Werner)

W 1742 Wołów został przyłączony do Królestwa Prus w wyniku I wojny śląskiej. Od tego czasu stał się miastem garnizonowym wojsk pruskich. Kolejny pożar w 1781 spowodował upadek miasta oraz jego stopniową odbudowę, przy czym ze względów bezpieczeństwa wznoszono budynki z cegły, kryte dachówką. Rozebrano również częściowo mury miejskie. Od 1816 siedziba powiatu. Otwarcie linii kolejowej Wrocław – Berlin i Szczecin 1 sierpnia 1874 r. oraz rozbudowa dróg i infrastruktury miejskiej spowodowało ożywienie ekonomiczne. W wyborach do Reichstagu 5 marca 1933 NSDAP otrzymała wyjątkowo wysokie poparcie wynoszące 60,7%. W czasie II wojny światowej w mieście istniała baza zaopatrzeniowa formacji SS.

### W Polsce

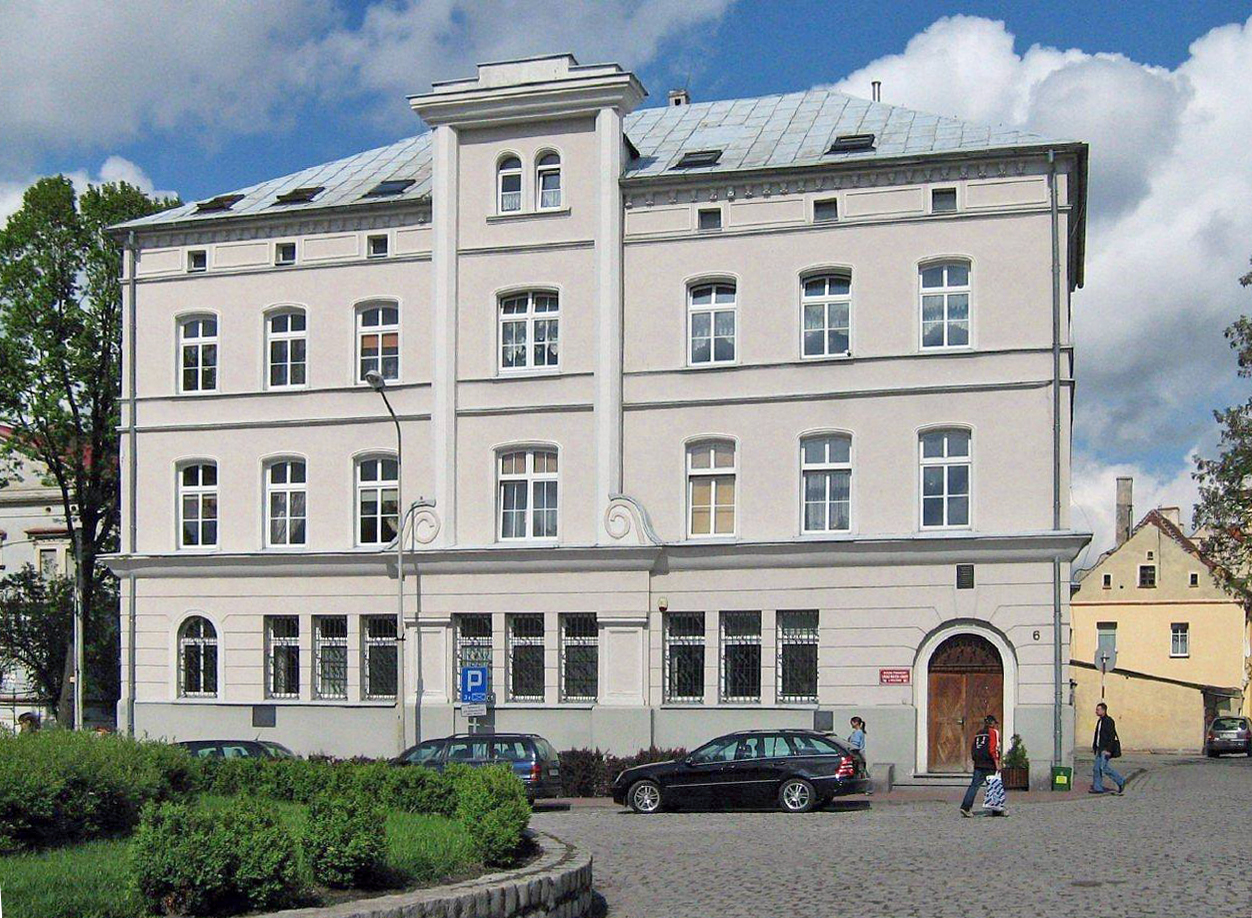
Gmach dawnego banku, miejsce napadu w 1962 r.

Zdobyte przez 13 Armię I Frontu Ukraińskiego Armii Czerwonej 26 stycznia 1945 i przyłączone do Polski. Zabudowa zniszczona w 70%. Po II wojnie światowej zasiedlone w większości przez osoby wysiedlone z dawnych obszarów wschodnich II Rzeczypospolitej (głównie z dawnego województwa wileńskiego i tarnopolskiego), repatriantów (np. z Francji, Związku Radzieckiego) oraz przez ludność łemkowską wysiedloną z Bieszczadów i innych obszarów obecnej Polski południowo-wschodniej (do 1948 osiedlono w d. powiecie wołowskim 2800 osób po zakończeniu Akcji „Wisła”). Praktycznie nie było tutaj polskich autochtonów ani też nie ostała się ludność niemiecka (w większości ewakuowana jeszcze przed zdobyciem miasta przez Armię Czerwoną). Wołów stał się także miejscem osiedlenia zakonu (w założeniu kaplicy św. Józefa przy ul. Poznańskiej) benedyktynek ormiańskich ze Lwowa. Jednakże z powodu braku rodzimych powołań i faktycznego zaniku społeczności ormiańskiej w granicach powojennej Polski zdecydowały się one, w 1961, na konwersję na obrządek łaciński.
Po wojnie znaczna rozbudowa i modernizacja miasta jako lokalnego ośrodka usługowo-przemysłowego. O dobrej sytuacji współczesnego Wołowa świadczy stale rosnąca liczba mieszkańców (w 1939 miasto wraz z Krzywym Wołowem liczyło tylko 7971 mieszkańców). Ponadto w więzieniu (ZK Wołów) przebywa jednorazowo ok. 1400 penitencjariuszy. 19 sierpnia 1962 w Wołowie miał miejsce napad na bank, największy w historii Polski pod względem wysokości łupu (12 531 000 PLZ).
W styczniu 1965 roku odsłonięto pomnik Powrotu do Macierzy ziemi wołowskiej.
W 2005 r. otworzono Ośrodek Sportu i Rekreacji (na miejscu przedwojennego basenu) z ośmiotorowym, 50-metrowym otwartym basenem, na którym odbyły się w lipcu 2006 roku pierwsze w Wołowie ogólnopolskie zawody pływackie (Mistrzostwa Polski Juniorów 16-letnich).

## Klimat (1979–2013)
Średnie miesięczne ciśnienie atmosferyczne waha się od 1014,4 hP-a (IV) do 1018,6 hP-a (I), największy zanotowany wzrost ciśnienia 24 hP-a, największy spadek 29 hP-a.
Średnia roczna prędkość wiatru wynosi 3,8 m/s. Najmniejsze średnie zachmurzenie osiąga 48% (VIII), największe 75% (XII), średnie roczne 61%.
Średnia roczna temperatura powietrza osiąga +9,0 °C. W przebiegu rocznym najchłodniejszy jest styczeń (–0,9 °C), najcieplejszy lipiec (+18,8 °C). Najwyższą maksymalną temperaturę zanotowano 10 sierpnia 1992 (+37,4 °C), najniższą temperaturę minimalną 14 stycznia 1987 (–28,6 °C).
Absolutna amplituda temperatury powietrza osiągnęła 66,0 °C. W ciągu roku występuje 46 dni gorących, czyli takich, w których maksymalna temperatura przekracza 25 °C, z czego 8 to dni upalne z temperaturą powyżej 30 °C; czasami zdarzają się w Wołowie dni bardzo upalne, podczas których maksymalna temperatura przekracza 35 °C. Najdłuższe fale upałów nad miastem wystąpiły:
- 6–11 VIII 1992 r. (6 dni)
- 23 VII – 2 VIII 1994 r. (11 dni)
- 18–28 VII 2006 r. (11 dni)
- 25–29 VII 2008 r. (5 dni)
- 10–17 VII 2010 r. (8 dni)[23]

Najwięcej dni upalnych (z temperaturą maksymalną powyżej 30 °C) zanotowano w 1994 r. – aż 23 dni, z czego 14 w lipcu 1994.
Latem występują bardzo rzadko tzw. tropikalne noce, kiedy temperatura minimalna nie spada poniżej 20 °C. Zdarzają się one pod koniec lipca. Najwyższą minimalną temperaturę w Wołowie zanotowano 29 lipca 2013 r. i było to 20,8 °C.
Dni mroźnych, z ujemną temperaturą maksymalną (poniżej 0 °C) jest w Wołowie tylko 25 rocznie. Średnia roczna suma opadu wynosi 507 mm.
Największe średnie miesięczne sumy opadu 79 mm (lipiec), najmniejsze 26 mm (luty). Notowanych jest średnio 109 dni z opadem w roku (z maksimum w lecie).
| Miesiąc                                 | Sty   | Lut   | Mar   | Kwi  | Maj  | Cze  | Lip  | Sie  | Wrz  | Paź  | Lis   | Gru   | Roczna |
| --------------------------------------- | ----- | ----- | ----- | ---- | ---- | ---- | ---- | ---- | ---- | ---- | ----- | ----- | ------ |
| Rekordy maksymalnej temperatury [°C]    | 14.9  | 18.9  | 22.2  | 30.0 | 31.2 | 35.2 | 36.9 | 37.4 | 30.4 | 26.1 | 19.2  | 15.1  | 37,4   |
| Średnie temperatury w dzień [°C]        | 2,1   | 3,5   | 8,3   | 14,4 | 19,8 | 22,5 | 24,6 | 24,4 | 19,4 | 14,0 | 7,3   | 3,4   | 13,6   |
| Średnie dobowe temperatury [°C]         | -0,9  | -0,1  | 3,9   | 8,8  | 14,0 | 16,8 | 18,8 | 18,4 | 14,0 | 9,2  | 4,0   | 0,6   | 9,0    |
| Średnie temperatury w nocy [°C]         | -4,1  | -3,5  | -0,2  | 3,3  | 7,9  | 11,2 | 13,0 | 12,6 | 9,0  | 4,9  | 0,7   | -2,3  | 4,4    |
| Rekordy minimalnej temperatury [°C]     | -28.6 | -25.1 | -16.6 | -6.5 | -2.8 | 1.7  | 5.2  | 4.6  | 0.3  | -7.2 | -14.5 | -21.6 | −28,6  |
| Opady [mm]                              | 29    | 26    | 33    | 31   | 49   | 59   | 79   | 62   | 43   | 29   | 33    | 33    | 507    |
| Średnia liczba dni z opadami            | 9     | 8     | 9     | 7    | 10   | 11   | 11   | 10   | 9    | 7    | 9     | 9     | 109    |
| Źródło: Na podstawie 35-lecia 1979-2013 |       |       |       |      |      |      |      |      |      |      |       |       |        |

## Demografia
Piramida wieku mieszkańców Wołowa w 2014 roku.

## Gospodarka
Znaczna część ludności znajduje zatrudnienie w dolnobrzeskich zakładach chemicznych PCC Rokita, w zakładzie karnym (Zakład Karny Wołów) oraz mniejszych przedsiębiorstwach produkcyjno-usługowych.

## Transport
Wołów jest położony przy drodze wojewódzkiej nr 340 ze Ścinawy do Oleśnicy (przez Oborniki Śl. i Trzebnicę).
Komunikację autobusową obsługuje miejscowy PKS w Wołowie łącząc miasto z Wrocławiem, Trzebnicą i innymi okolicznymi miastami.

### Kolej

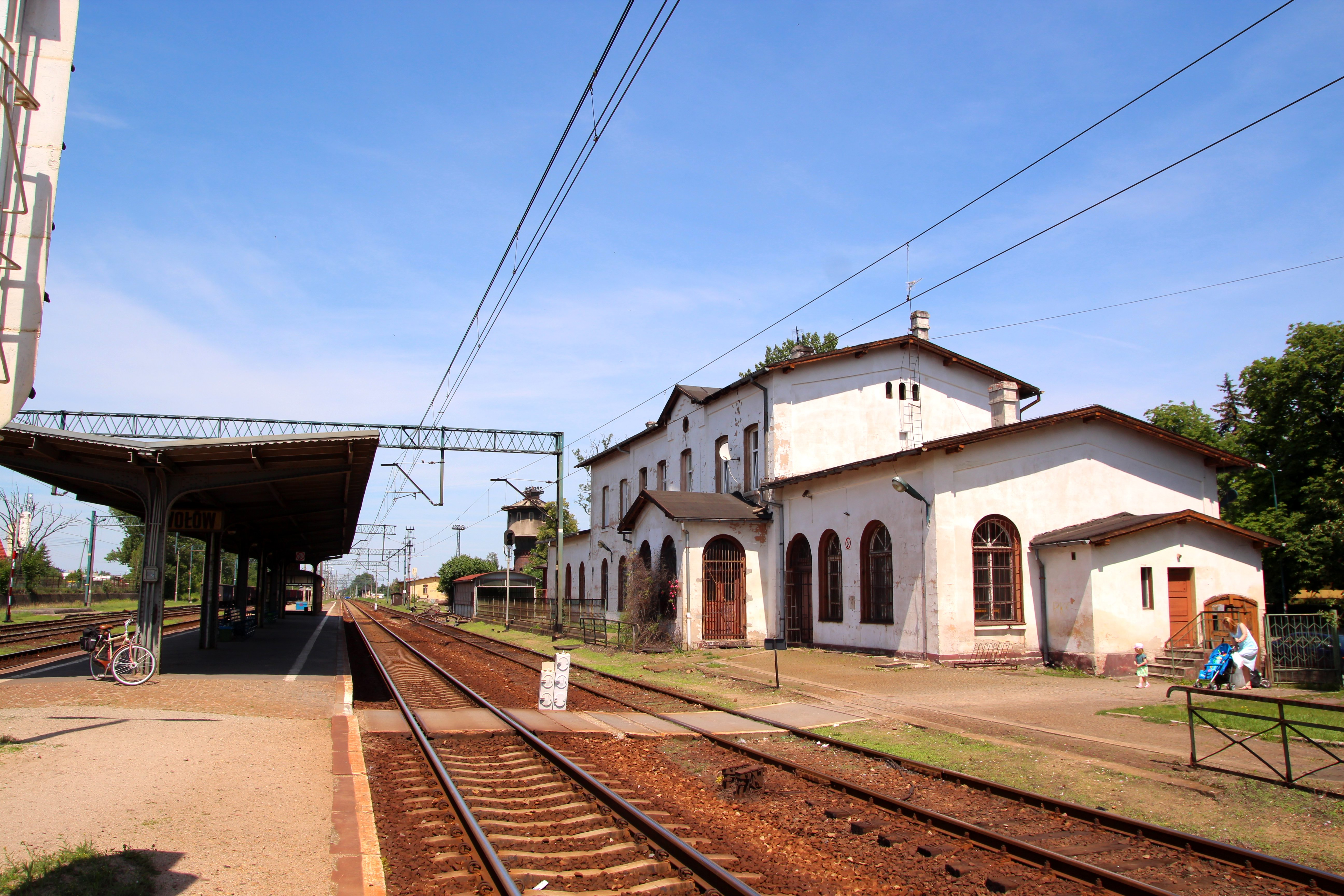
Stacja kolejowa w Wołowie widok od strony peronów

W roku 1874 uruchomiono połączenia kolejowe miasta z Wrocławiem, wraz z wybudowaniem stacji kolejowej Wołów. Po II wojnie światowej Armia Czerwona rozebrała zachodni tor poprzednio dwutorowej trasy kolejowej Wrocław – Głogów i, wraz z mostami, wywiozła do ZSRR. W rezultacie, po odbudowie i reperacji toru wschodniego, wraz z mostami na Odrze w Brzegu Dolnym i Ścinawie, uruchomiono połączenie zwane „trasą szczecińską” lub „magistralą nadodrzańską”, łączące Szczecin z Przemyślem przez Zieloną Górę, Wrocław, Katowice i Kraków. Była to trasa pasażerska (najdłuższa w Polsce linia osobowa) oraz towarowa, szczególnie ważna dla masowego transportu węgla kamiennego z Górnego Śląska do portów w Szczecinie i Świnoujściu. W latach 60. XX w. odbudowano tor zachodni wraz z mostami na Odrze, a w latach 70. trasę zelektryfikowano. Większość ruchu pasażerskiego była obsługiwana przez wrocławski Dworzec Świebodzki, który zamknięto w 1992. Intensywna eksploatacja linii oraz niewystarczające nakłady na jej utrzymanie spowodowały w latach 90. zamknięcie dla ruchu pasażerskiego toru wschodniego, wraz z mostem na Odrze, na odcinku pomiędzy Księginicami a Wołowem, ze względu na zły stan techniczny.
Wcześniej, w 1960 roku, zamknięto lokalną linię kolejową Wołów – Lubiąż, która została uruchomiona 15 grudnia 1916 i następnie w 1923 przedłużona do Malczyc. Po II wojnie światowej, na skutek zniszczenia mostu na Odrze w Lubiążu, udostępniono tylko odcinek Wołów – Lubiąż o długości 16 km, z pośrednimi stacjami w Mojęcicach, Krzydlinie Małej i Ratajach. Linię rozebrano w 1970 roku.

## Administracja

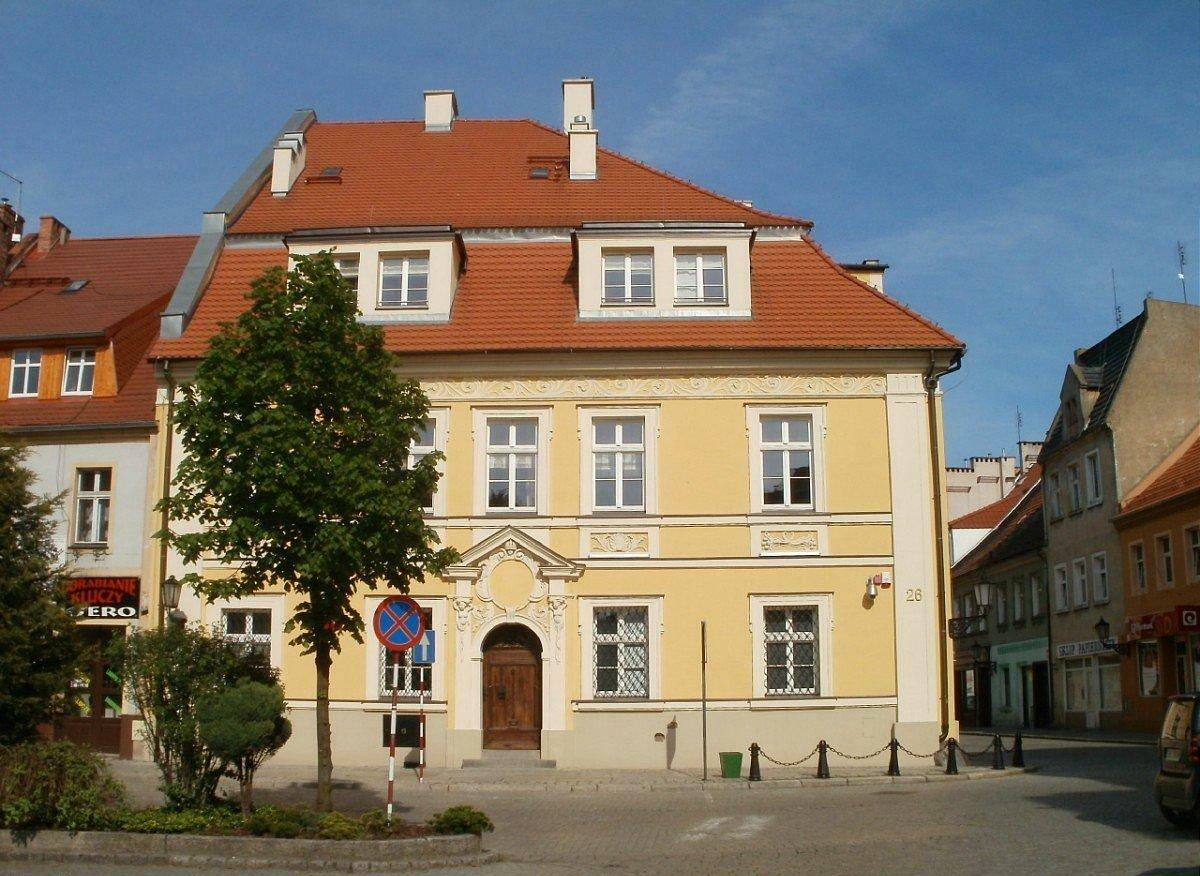
Sąd Rejonowy w Wołowie

Wołów był członkiem stowarzyszenia Unia Miasteczek Polskich do roku 2012.

## Wspólnoty wyznaniowe

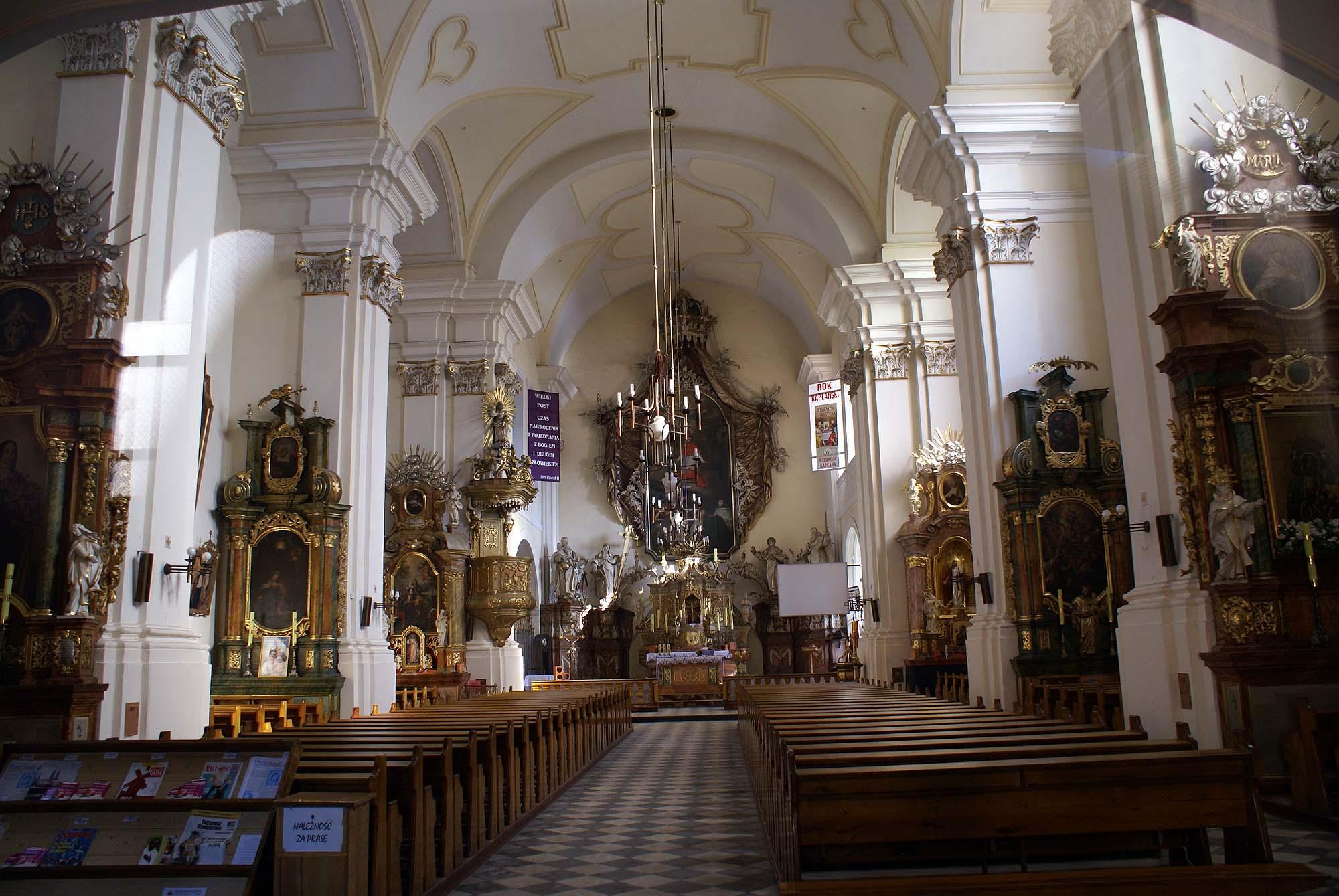
Barokowe wnętrze kościoła św. Karola Boromeusza (1712–1726, 1781)

W Wołowie działalność religijną prowadzą następujące Kościoły i związki wyznaniowe:
- Kościół Chrześcijan Baptystów:
  - placówka w Wołowie[28]
- Kościół Ewangelicko-Augsburski:
  - filiał w Wołowie należący do parafii Opatrzności Bożej we Wrocławiu[29]
- Kościół greckokatolicki:
  - parafia Opieki Najświętszej Maryi Panny[30]
- Kościół rzymskokatolicki:
  - parafia św. Wawrzyńca[31]
  - parafia św. Karola Boromeusza[32]
- Polski Autokefaliczny Kościół Prawosławny (Stary Wołów):
  - Parafia św. Dymitra w Starym Wołowie[33]
- Świadkowie Jehowy:
  - zbór Wołów (Sala Królestwa ul. Ludowa 49)[34][35]

## Miasta partnerskie
- Canteleu  Francja[36]
- Buchholz in der Nordheide  Niemcy[36]